# Trachyodontium zanderi
Trachyodontium zanderi là một loài rêu trong họ Pottiaceae. Loài này được Steere mô tả khoa học đầu tiên năm 1986.